# 运泰发展
安徽运泰交通发展股份有限公司（新三板：871756，简称：运泰发展），是一家在中国新三板挂牌上市公司，公司总部位于安徽省芜湖市，公司主营业务为道路客运及与之相关的客运站经营等业务。
公司前身为芜湖运泰汽车运输集团有限责任公司，成立于2002年9月23日。2016年7月6日，公司名称变更为安徽运泰交通发展股份有限公司。2017年8月24日，在全国中小企业股份转让系统挂牌上市，主办券商为国元证券。
2018年，公司实现营业收入4.83亿元人民币，同比下降2.93%；实现净利润3571万元人民币，同比下降6.33%。